# Landaff
Landaff est une municipalité américaine située dans le comté de Grafton au New Hampshire. Selon le recensement de 2010, sa population est de 415 habitants.

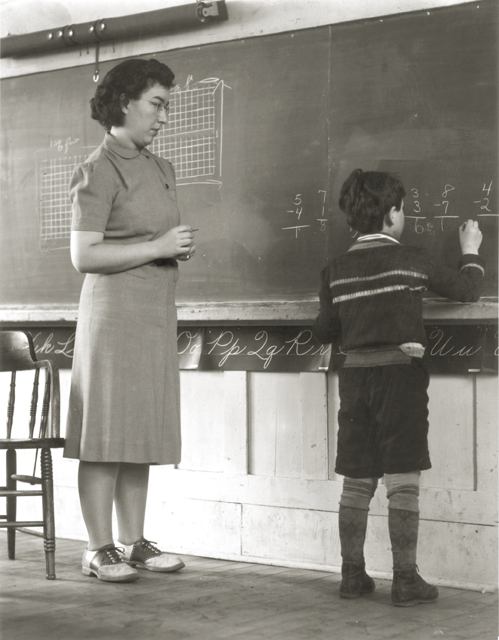
Une nouvelle enseignante de Landaff dans les années 1940 regarde un élève écrire au tableau.

## Géographie
La municipalité s'étend sur 28,48 milles carrés (73,76 km2), dont 0,13 milles carrés (0,34 km2) d'étendues d'eau.

## Histoire
Fondée en 1764, la localité est nommée en l'honneur de l'évêque de Llandaff. Elle devient une municipalité en 1774.